# パラダイス・ロスト (バンド)

バンド ロゴ

パラダイス・ロスト (Paradise Lost) は 、イングランド出身のヘヴィメタル・バンド。
後に「デス・ドゥーム」や「ゴシックメタル」と形容される先駆者として知られる。一時期シンセポップな路線に接近したが、2000年代半ばより原点に回帰し、よりダークな方向に進んだ。

## 概要
母国よりもヨーロッパ大陸で支持され、特にギリシャやドイツではメインストリームなロックスターとして扱われている。また、長い期間を通じてドラマー以外のメンバーは安定しており、変わらずに活動してきているのも特徴である。メインコンポーザーはニック・ホルムズとグレッグ・マッキントッシュであり、ほぼ全ての楽曲のクレジットに二人の名が挙げられている。

## 略歴
1988年にデスメタル・バンドとして活動を開始する。当初はスローテンポで陰鬱さを際立たせた「デス・ドゥーム」の音楽性を表していたが、次第にニュー・ウェイヴやゴシック・ロック由来の耽美的なエッセンスを取り入れ独自の音象を築き上げて行った。その音楽性は1991年の2ndアルバム『ゴシック』に因み「ゴシックメタル」と呼ばれるようになり、同じピースヴィル・レコードのレーベルメイトであったマイ・ダイイング・ブライド、アナセマと共に「ザ・ピースヴィル・スリー (The Peaceville Three)」の一角としてゴシックメタル黎明期のシーンにおいて中心的な役割を担った。1992年にはミュージック・フォー・ネイションズ移籍第1弾に当たる3rdアルバム『シェイズ・オブ・ゴッド』を発表した。
1993年に4thアルバム『アイコン』をリリース後、メインストリームのメタル・シーンでもゴシックメタルのパイオニアとして知名度を得るほど人気は拡大。1995年の5thアルバム『ドラコニアン・タイムズ』リリースに伴うツアーは、ヨーロッパ、南米、オーストラリア、日本に行くなど大規模なものとなった。 
この初期の5作品を経てゴシック・ロックとヘヴィメタルの融合が完成を見せることとなり「シスターズ・オブ・マーシーのファンがブラックアルバム期のメタリカをカバーしているかの様な楽曲」であると形容された。
1997年の6thアルバム『ワン・セカンド』ではデペッシュ・モード的なシンセポップの要素を導入。このアルバムはドイツ、スウェーデン、フィンランドのチャートでトップ10入りを果たすなど、彼らが最も商業的成功を獲得した作品となった。
1999年にリリースされた7thアルバム『ホスト』においては更にシンセポップサウンドへのアプローチが進められ、メタルとはかけ離れた音楽性になるほど大幅な変化を遂げた。この作風についてニック・ホルムズは「世の中に対して毒づき喚き散らしていた時期を過ぎて、現実を受け入れるようになったのがそのままサウンドに反映された」「ギターの音がほとんど聞こえないだろ。批判を受けるだろうって事はわかっていた。だが、俺たちはどうしてもこの音楽がやりたかったんだ」と、グレッグ・マッキントッシュは「とにかく以前と同じことをくりかえしたくなかった。そんな想いや、今の俺たちの在り方をそのまま映し出したかのような、まるで“写真”のようなアルバム」であると語っている。このアルバムも商業的に成功を収めた。
2001年の8thアルバム『ビリーヴ・イン・ナッシング』ではシンセポップの方向へ実験が続けられつつ、ロックサウンドへの回帰が見られる作品となった。  
10thアルバム『Paradise Lost』(2005年)でゴシックメタルへ、更に11thアルバム『イン・レクイエム』(2007年)でドゥームメタル的手法へと回帰し、ファンと音楽メディアから高い評価を得ている。
2017年、よりダークな原点回帰に満ちた15thアルバム『メデューサ』を発表。

## メンバー

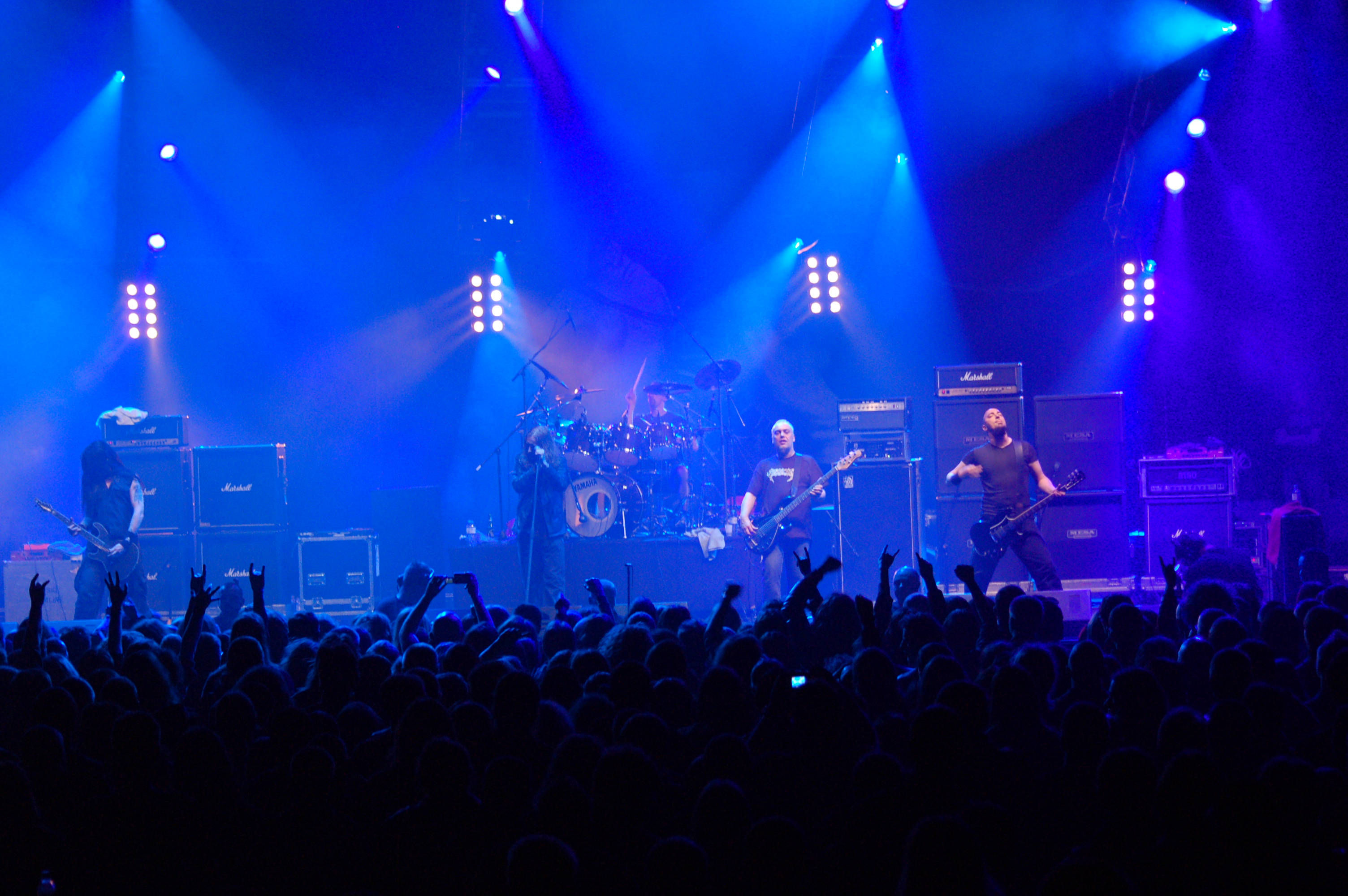
ポーランド・カトヴィツェ公演 (2007年3月)

### 現ラインナップ
- ニック・ホルムズ Nick Holmes - ヴォーカル（1988－ ）
  - オーペス、カタトニアのメンバーらによって結成されたデスメタル・バンドBloodbathに、脱退したミカエル・オーカーフェルトの後任として加入している。
- グレッグ・マッキントッシュ Gregor Mackintosh  - リードギター（1988－ )
  - 自身のソロプロジェクト、Vallenfyreでも活動する。
- アーロン・エイディ Aaron Aedy - リズムギター (1988－ )
- スティーヴ・エドモンドソン Steve Edmondson - ベース (1988－ )
- ワルッテリ・ヴァユリュネン Waltteri Väyrynen - ドラムス (2015－ )

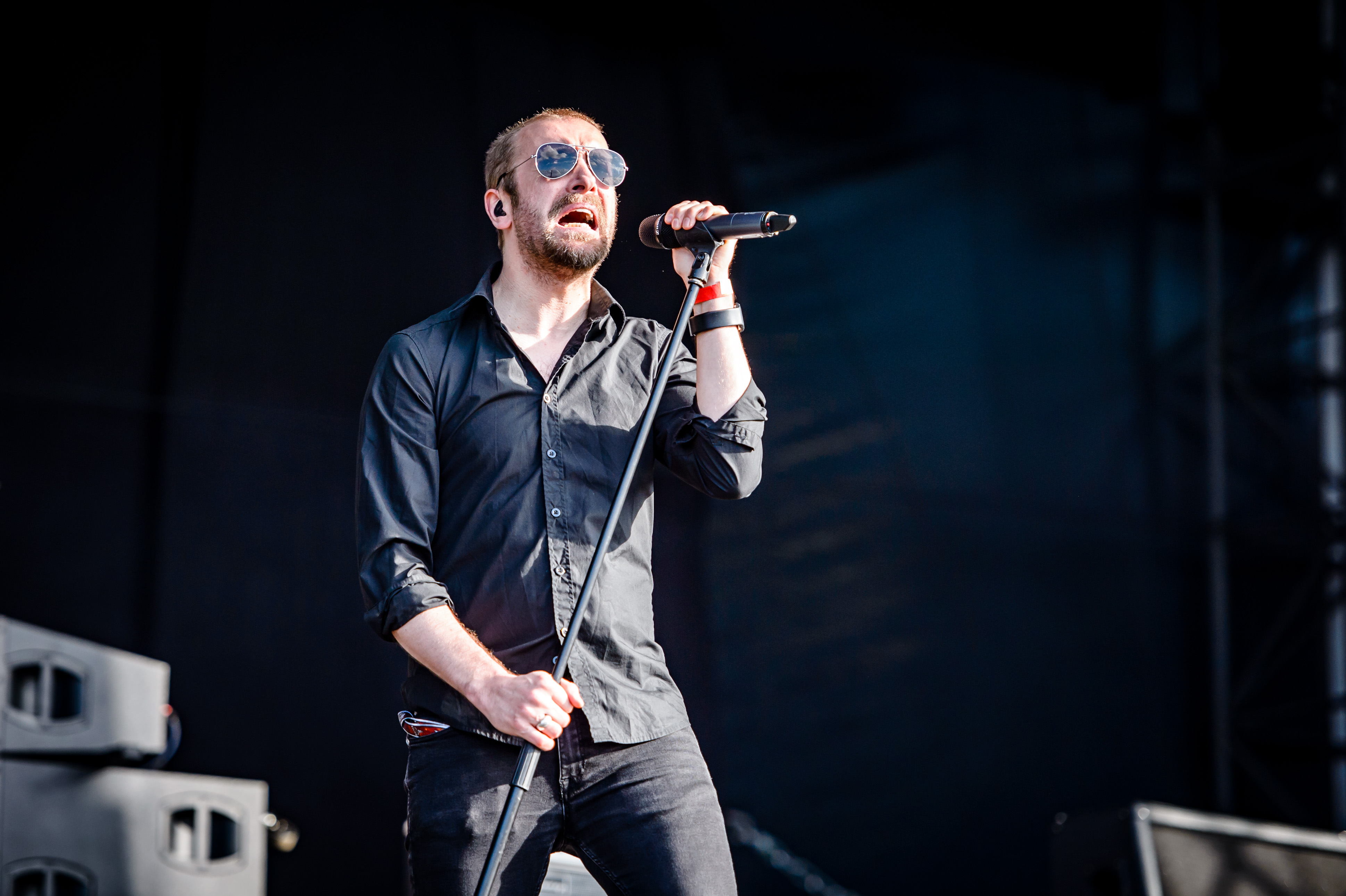
ニック・ホルムズ (Vo) 2017年
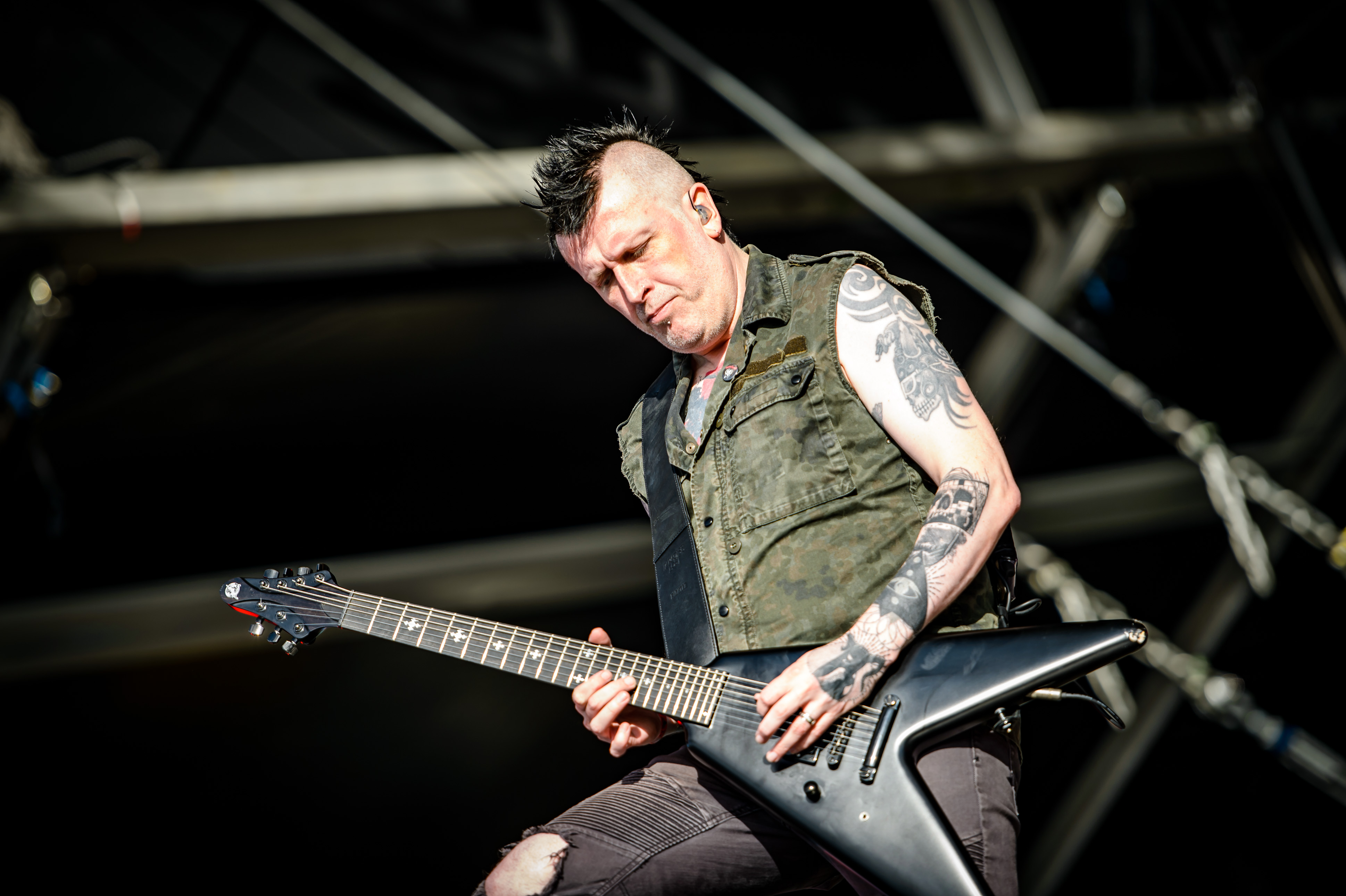
グレッグ・マッキントッシュ (G) 2017年
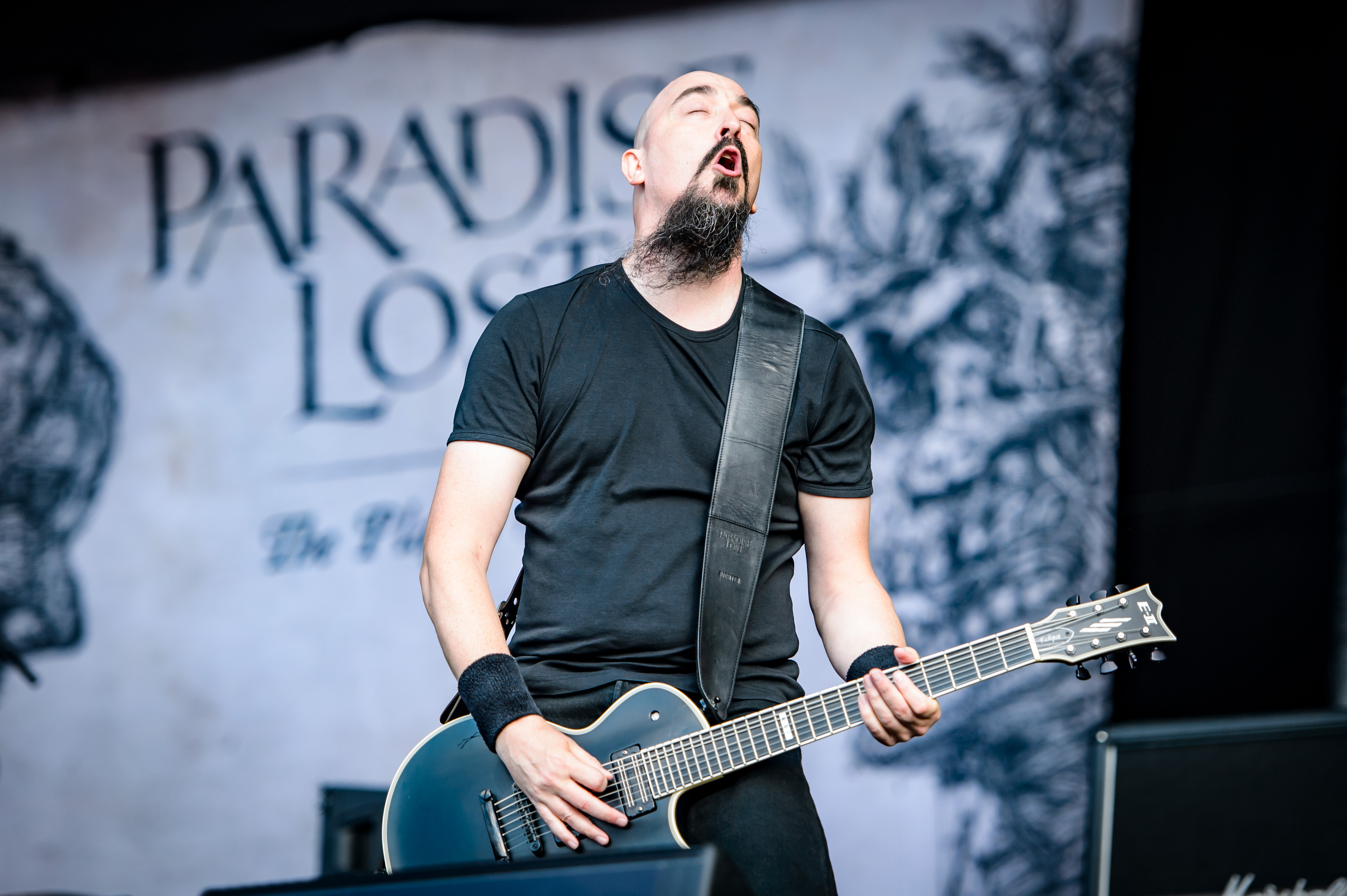
アーロン・エイディ (G) 2017年
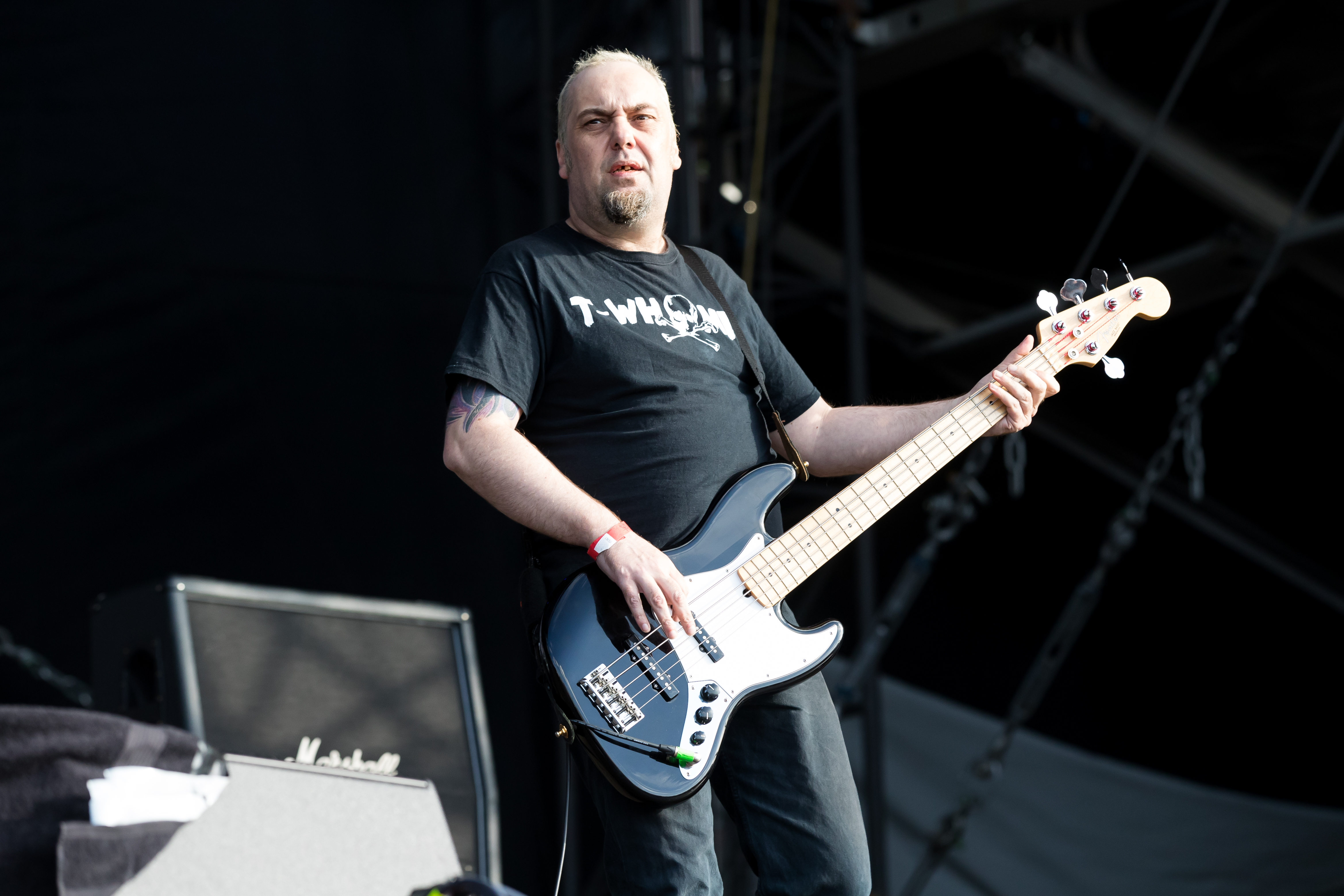
スティーヴ・エドモンドソン (B) 2017年
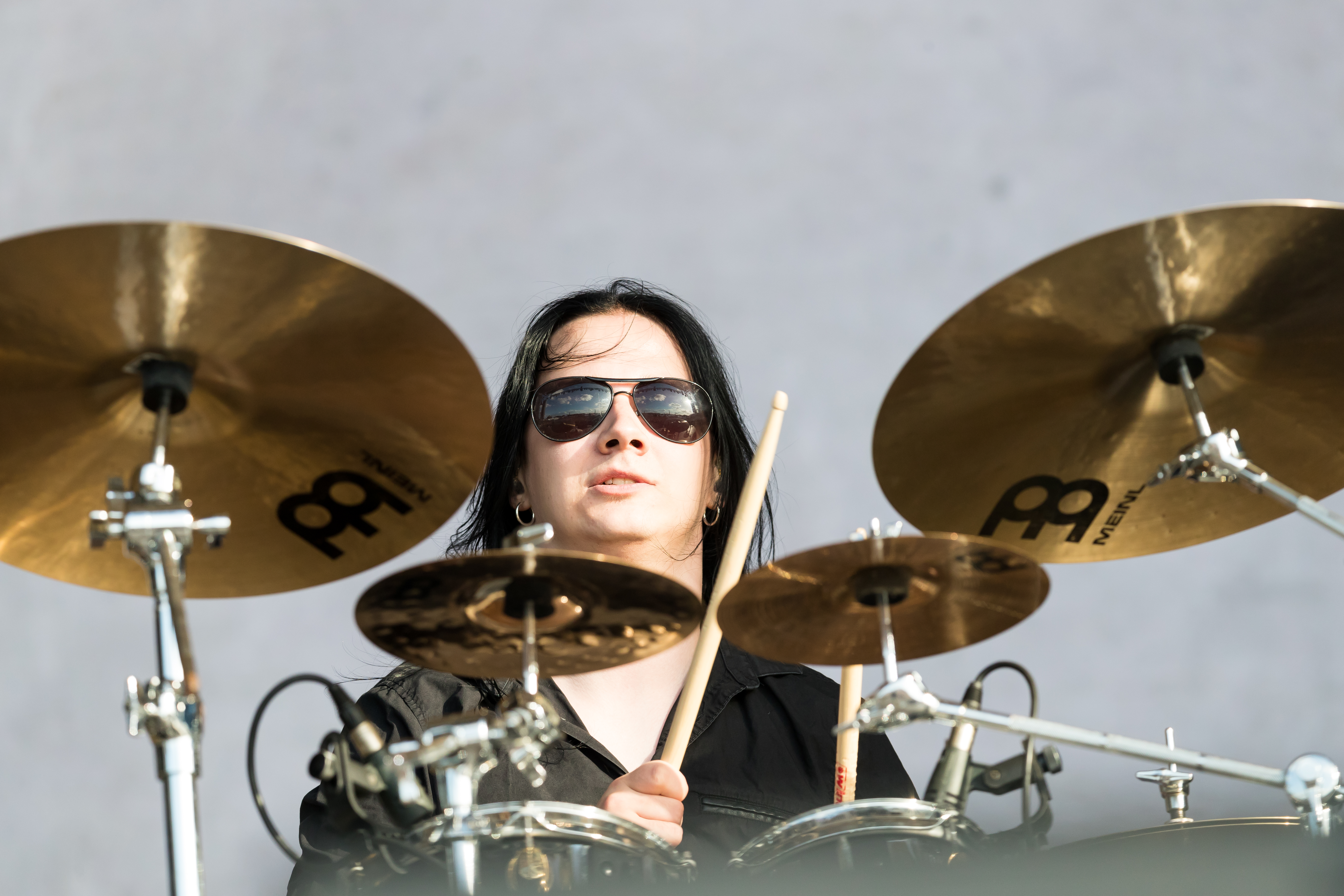
ワルッテリ・ヴァユリュネン (Ds) 2017年

### 旧メンバー
- マシュー・アーチャー Matthew Archer - ドラムス（1988－1994）
- リー・モリス Lee Morris - ドラム（1994－2004）
- ジェフ・シンガー Jeff Singer - ドラムス（2004－2008）
- エイドリアン・アーランドソン Adrian Erlandsson - ドラムス（2009－2015）ダニエル・アーランドソン（アーチ・エネミー）の実兄。

## ディスコグラフィ

### スタジオ・アルバム
- ロスト・パラダイス - Lost Paradise (1990)
- ゴシック - Gothic (1991)
- シェイズ・オブ・ゴッド - Shades of God (1992)
- アイコン - Icon (1993)
- ドラコニアン・タイムズ - Draconian Times (1995)
- ワン・セカンド - One Second (1997)
- ホスト - Host (1999)
- ビリーヴ・イン・ナッシング - Believe in Nothing (2001)
- Symbol of Life (2002)
- Paradise Lost (2005)
- イン・レクイエム - In Requiem (2007)
- フェイス・ディヴァイズ・アス-デス・ユナイツ・アス - Faith Divides Us - Death Unites Us (2009)
- トラジック・アイドル - Tragic Idol (2012)
- プレイグ・ウィズイン - The Plague Within (2015)
- メデューサ - Medusa (2017)
- オブシディアン - Obsidian (2020)
- アイコンサーティー - Icon 30 (2023)

### ライブ・アルバム
- The Anatomy of Melancholy (2008)
- Draconian Times MMXI (2011)
- Symphony for the Lost (2015)
- アット・ザ・ミル - At the Mill (2021)